# Ragnar Olson
Carl Adolf Ragnar Olson, född 10 augusti 1880, död 10 juli 1955, var en svensk godsägare och tävlingsryttare. Olson tävlade vid sommar-OS 1928 i Amsterdam, där han tog en bronsmedalj i dressyr individuellt och en silvermedalj i lagtävlingen. Olson red på hästen Günstling. 
Ragnar Olson var hemmahörande i Hässleholm i Skåne. Vintern 1918-1919 blev Olson beryktad, efter att han på sitt gods Hässleholmsgården, härbärgerat den tyske militäre befälhavaren Erich Ludendorff som fruktade åtal i sitt hemland efter att Tyskland kapitulerat i första världskriget. 
Under en period bodde Olson på Kellgrens institut vid Sanna där kusinen John Areskoug var gymnastikdirektör och gift med en av Kellgrens döttrar. 
Olson var son till ryttmästaren Carl Alexander Florentin Olson och Signe f Malmsten, dotter till grosshandlaren Johan Adolf Malmsten. Sonson till Carl Arcadius Olson samt därigenom kusin till John Areskoug. 